# Euphorbia virosa
Euphorbia virosa, anomenada en afrikaans gifboom, és una espècie de planta verinosa dins la família Euphorbiaceae. Té una tija principal curta normalment enrotllada d'on emergeixen branques de 5–10 cm. Aquestes branques no tenen fulles i tenen de 5 a 8 cantonades. En els intervals d'aquestes cantonades emergeixen espines aparellades.
Euphorbia virosa està distribuïda per la conca del riu Orange d'Àfrica del sud al sud d'Angola, principalment a les zones àrides de Namíbia. Conté un làtex amb propietats carcinogèniques, una substància molt verinosa que fan servir els boiximans per enverinar les seves sagetes. El seu contacte pot causar irritació de la pell i en els ulls la ceguesa

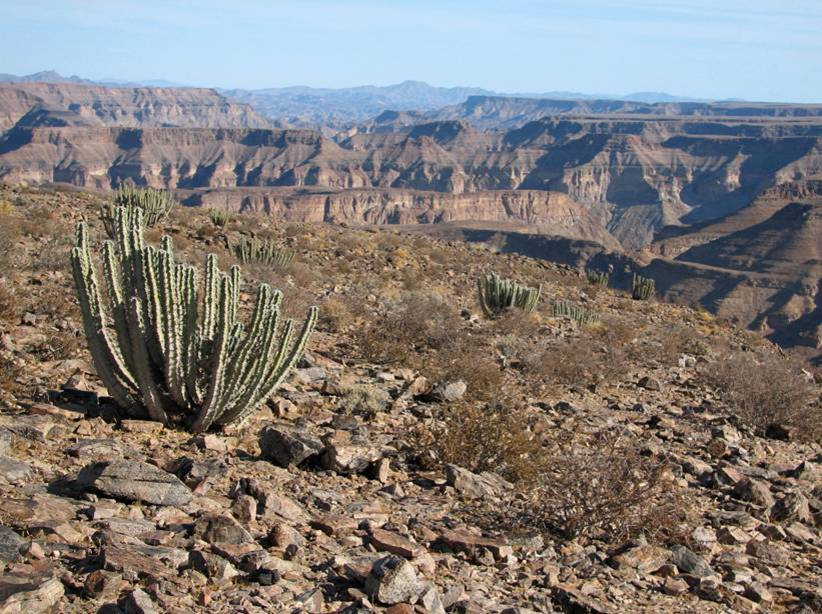
E. virosa a Fish River Canyon

 Aquesta espècie és un exemple de convergència evolutiva morfològica amb la del cactus Cereus repandus.